# 青木神叔
青木 神叔（あおき しんしゅく、生没年不詳）は、江戸時代前期の俳人、俳諧師。

## 経歴・人物
元禄年間頃の江戸の神道家で、北村季吟に学んだ。のちに服部嵐雪の門下に移ったとも考えられている。江戸の石町（後の日本橋本石町）に居住。その隣家は服部嵐雪宅であった。
嵐雪が編纂した俳諧集『或時集』には跋文を寄せる。『或時集』は、松尾芭蕉の説いた「軽み」を杉山杉風ら深川連衆が実践した『別座鋪』に対抗し、『別座鋪』を批判した嵐雪が編集を企図した『露払』の改題と見られる選集で、神叔による跋文も、『別座鋪』の序や巻末に対する皮肉を含んだものと見られている
元禄11年（1698年）に刊行された『歳旦牒』には、神叔らによる三つ物が収録されている。
嵐雪が没した宝永4年（1707年）に刊行された嵐雪の高弟高野百里による師の追善集『風の上』には、神叔による「嵐雪伝」が載せられている。嵐雪の出生地には、淡路とする説、江戸の湯島とする説があるが、神叔の「嵐雪伝」は、嵐雪が江戸の湯島の生まれで、湯島天神の氏子であった旨を明記し、江戸湯島説の典拠となっている。この「嵐雪伝」については、潁原退蔵による、「かなり詳しく、かつ最も確実性に富む」との評価がある。
代表句に《我顔やしぐれてのぼる井戸の中》。
天野桃隣が元禄10年（1697年）に出した『陸奥鵆』には、神叔の肖像画が載せられている。